# Трухмянка
Трухмянка — деревня в Красноярском районе Самарской области. Входит в состав сельского поселения Красный Яр. 

## География
Находится на правом берегу реки Сок на расстоянии примерно 7 километров по прямой на север-северо-восток от районного центра села Красный Яр.

## Население
Постоянное население составляло 1 человек (русские 100%) в 2002 году, 1 в 2010 году.